# 15.ª etapa del Giro de Italia 2019
La 15.ª etapa del Giro de Italia 2019 tuvo lugar el 26 de mayo de 2019 entre Ivrea y Como sobre un recorrido de 232 km y fue ganada por el ciclista italiano Dario Cataldo del equipo Astana. El ciclista ecuatoriano Richard Carapaz del equipo Movistar conservó la Maglia Rosa.

## Clasificación de la etapa
| \| Clasificación de la etapa \| Clasificación de la etapa \| Clasificación de la etapa \| Clasificación de la etapa \| Clasificación de la etapa \| \| Ciclista \| Ciclista \| Equipo \| Tiempo \| \| \| ------------------------- \| ------------------------- \| --------------------------- \| ------------------------- \| ------------------------- \| \| 1.º \| Dario Cataldo \| Astana \| 5 h 48 min 15 s \| \| \| 2.º \| Mattia Cattaneo \| Androni Giocattoli-Sidermec \| + 0 s \| \| \| 3.º \| Simon Yates \| Mitchelton-Scott \| + 11 s \| \| \| 4.º \| Hugh Carthy \| EF Education First \| + 11 s \| \| \| 5.º \| Richard Carapaz \| Movistar Team \| + 11 s \| \| \| 6.º \| Vincenzo Nibali \| Bahrain-Merida \| + 11 s \| \| \| 7.º \| Miguel Ángel López \| Astana \| + 36 s \| \| \| 8.º \| Rafał Majka \| Bora-Hansgrohe \| + 36 s \| \| \| 9.º \| Domenico Pozzovivo \| Bahrain-Merida \| + 36 s \| \| \| 10.º \| Mikel Landa \| Movistar Team \| + 36 s \| \| |                    |                             |                 |
| |                    |                             |                 |
| Fuente: ProCyclingStats |                    |                             |                 |
| Clasificación de la etapa |                    |                             |                 |
| Ciclista | Ciclista           | Equipo                      | Tiempo          |
| 1.º | Dario Cataldo      | Astana                      | 5 h 48 min 15 s |
| 2.º | Mattia Cattaneo    | Androni Giocattoli-Sidermec | + 0 s           |
| 3.º | Simon Yates        | Mitchelton-Scott            | + 11 s          |
| 4.º | Hugh Carthy        | EF Education First          | + 11 s          |
| 5.º | Richard Carapaz    | Movistar Team               | + 11 s          |
| 6.º | Vincenzo Nibali    | Bahrain-Merida              | + 11 s          |
| 7.º | Miguel Ángel López | Astana                      | + 36 s          |
| 8.º | Rafał Majka        | Bora-Hansgrohe              | + 36 s          |
| 9.º | Domenico Pozzovivo | Bahrain-Merida              | + 36 s          |
| 10.º | Mikel Landa        | Movistar Team               | + 36 s          |

## Clasificaciones al final de la etapa

### Clasificación general(Maglia Rosa)
| \| Clasificación general \| Clasificación general \| Clasificación general \| Clasificación general \| Clasificación general \| \| Ciclista \| Ciclista \| Equipo \| Tiempo \| \| \| --------------------- \| --------------------- \| --------------------- \| --------------------- \| --------------------- \| \| 1.º \| Richard Carapaz \| Movistar Team \| 64 h 24 min 00 s \| \| \| 2.º \| Primož Roglič \| Team Jumbo-Visma \| + 47 s \| \| \| 3.º \| Vincenzo Nibali \| Bahrain-Merida \| + 1 min 47 s \| \| \| 4.º \| Rafał Majka \| Bora-Hansgrohe \| + 2 min 35 s \| \| \| 5.º \| Mikel Landa \| Movistar Team \| + 3 min 15 s \| \| \| 6.º \| Bauke Mollema \| Trek-Segafredo \| + 3 min 38 s \| \| \| 7.º \| Jan Polanc \| UAE Team Emirates \| + 4 min 12 s \| \| \| 8.º \| Simon Yates \| Mitchelton-Scott \| + 5 min 24 s \| \| \| 9.º \| Pavel Sivakov \| Team Ineos \| + 5 min 48 s \| \| \| 10.º \| Miguel Ángel López \| Astana \| + 5 min 55 s \| \| |                    |                   |                  |
| |                    |                   |                  |
| Fuente: ProCyclingStats |                    |                   |                  |
| Clasificación general |                    |                   |                  |
| Ciclista | Ciclista           | Equipo            | Tiempo           |
| 1.º | Richard Carapaz    | Movistar Team     | 64 h 24 min 00 s |
| 2.º | Primož Roglič      | Team Jumbo-Visma  | + 47 s           |
| 3.º | Vincenzo Nibali    | Bahrain-Merida    | + 1 min 47 s     |
| 4.º | Rafał Majka        | Bora-Hansgrohe    | + 2 min 35 s     |
| 5.º | Mikel Landa        | Movistar Team     | + 3 min 15 s     |
| 6.º | Bauke Mollema      | Trek-Segafredo    | + 3 min 38 s     |
| 7.º | Jan Polanc         | UAE Team Emirates | + 4 min 12 s     |
| 8.º | Simon Yates        | Mitchelton-Scott  | + 5 min 24 s     |
| 9.º | Pavel Sivakov      | Team Ineos        | + 5 min 48 s     |
| 10.º | Miguel Ángel López | Astana            | + 5 min 55 s     |

### Clasificación por puntos(Maglia Ciclamino)
| Clasificación por puntos | Clasificación por puntos | Clasificación por puntos    | Clasificación por puntos | Clasificación por puntos |
| Ciclista                 | Ciclista                 | Equipo                      | Puntos                   |                          |
| ------------------------ | ------------------------ | --------------------------- | ------------------------ | ------------------------ |
| 1.º                      | Arnaud Démare            | Groupama-FDJ                | 200 pts                  |                          |
| 2.º                      | Pascal Ackermann         | Bora-Hansgrohe              | 187 pts                  |                          |
| 3.º                      | Richard Carapaz          | Movistar Team               | 78 pts                   |                          |
| 4.º                      | Davide Cimolai           | Israel Cycling Academy      | 50 pts                   |                          |
| 5.º                      | Primož Roglič            | Team Jumbo-Visma            | 49 pts                   |                          |
| 6.º                      | Damiano Cima             | Nippo-Vini Fantini-Faizanè  | 46 pts                   |                          |
| 7.º                      | Fausto Masnada           | Androni Giocattoli-Sidermec | 45 pts                   |                          |
| 8.º                      | José Joaquín Rojas       | Movistar Team               | 44 pts                   |                          |
| 9.º                      | Simon Yates              | Mitchelton-Scott            | 44 pts                   |                          |
| 10.º                     | Rüdiger Selig            | Bora-Hansgrohe              | 41 pts                   |                          |

### Clasificación de la montaña(Maglia Azzurra)
| Clasificación de la montaña | Clasificación de la montaña | Clasificación de la montaña | Clasificación de la montaña | Clasificación de la montaña |
| Ciclista                    | Ciclista                    | Equipo                      | Puntos                      |                             |
| --------------------------- | --------------------------- | --------------------------- | --------------------------- | --------------------------- |
| 1.º                         | Giulio Ciccone              | Trek-Segafredo              | 171 pts                     |                             |
| 2.º                         | Richard Carapaz             | Movistar Team               | 66 pts                      |                             |
| 3.º                         | Mattia Cattaneo             | Androni Giocattoli-Sidermec | 43 pts                      |                             |
| 4.º                         | Ilnur Zakarin               | Katusha-Alpecin             | 42 pts                      |                             |
| 5.º                         | Gianluca Brambilla          | Trek-Segafredo              | 40 pts                      |                             |
| 6.º                         | Dario Cataldo               | Astana                      | 39 pts                      |                             |
| 7.º                         | Fausto Masnada              | Androni Giocattoli-Sidermec | 35 pts                      |                             |
| 8.º                         | Damiano Caruso              | Bahrain-Merida              | 35 pts                      |                             |
| 9.º                         | Primož Roglič               | Team Jumbo-Visma            | 30 pts                      |                             |
| 10.º                        | Iván Ramiro Sosa            | Team Ineos                  | 30 pts                      |                             |

### Clasificación de los jóvenes(Maglia Bianca)
| Clasificación del mejor joven | Clasificación del mejor joven | Clasificación del mejor joven | Clasificación del mejor joven | Clasificación del mejor joven |
| Ciclista                      | Ciclista                      | Equipo                        | Tiempo                        |                               |
| ----------------------------- | ----------------------------- | ----------------------------- | ----------------------------- | ----------------------------- |
| 1.º                           | Pavel Sivakov                 | Team Ineos                    | 64 h 29 min 48 s              |                               |
| 2.º                           | Miguel Ángel López            | Astana                        | + 7 s                         |                               |
| 3.º                           | Valentin Madouas              | Groupama-FDJ                  | + 8 min 39 s                  |                               |
| 4.º                           | Hugh Carthy                   | EF Education First            | + 8 min 50 s                  |                               |
| 5.º                           | Giulio Ciccone                | Trek-Segafredo                | + 19 min 49 s                 |                               |
| 6.º                           | Edward Dunbar                 | Team Ineos                    | + 20 min 57 s                 |                               |
| 7.º                           | Ben O'Connor                  | Dimension Data                | + 41 min 16 s                 |                               |
| 8.º                           | Lucas Hamilton                | Mitchelton-Scott              | + 54 min 32 s                 |                               |
| 9.º                           | Chris Hamilton                | Team Sunweb                   | + 56 min 41 s                 |                               |
| 10.º                          | Iván Ramiro Sosa              | Team Ineos                    | + 1 min 04 s                  |                               |

### Clasificación por equipos"Super Team"
| Clasificación por equipos | Clasificación por equipos   | Clasificación por equipos | Clasificación por equipos |
| Equipo                    | Equipo                      | Tiempo                    |                           |
| ------------------------- | --------------------------- | ------------------------- | ------------------------- |
| 1.º                       | Movistar Team               | 193 h 29 min 48 s         |                           |
| 2.º                       | Astana                      | + 26 min 31 s             |                           |
| 3.º                       | Ineos                       | + 30 min 16 s             |                           |
| 4.º                       | Bahrain-Merida              | + 30 min 56 s             |                           |
| 5.º                       | EF Education First          | + 36 min 57 s             |                           |
| 6.º                       | Mitchelton-Scott            | + 54 min 33 s             |                           |
| 7.º                       | Bora-hansgrohe              | + 56 min 34 s             |                           |
| 8.º                       | Androni Giocattoli-Sidermec | + 1 h 09 min 32 s         |                           |
| 9.º                       | Trek-Segafredo              | + 1 h 10 min 22 s         |                           |
| 10.º                      | AG2R La Mondiale            | + 1 h 16 min 38 s         |                           |

## Abandonos
- Jasper De Buyst, abandonó durante la etapa.